# 10279 Rhiannonblaauw
A 10279 Rhiannonblaauw (ideiglenes jelöléssel (10279) 1981 ET42) a Naprendszer kisbolygóövében található aszteroida. Schelte J. Bus fedezte fel 1981. március 2-án.

## Kapcsolódó szócikk
- Kisbolygók listája (10001–10500)